# کولیک‌یوگان
کولیک‌یوگان (به لاتین: Kolikyogan) یک رود در روسیه است که در ناحیه خودگردان خانتی-مانسی واقع شده‌است.